# República Socialista Soviética Autônoma do Daguestão
República Socialista Soviética Autônoma do Daguestão ( em russo:  Дагестанская Автономная Советская Социалистическая Республика  ; 1921–1991), abreviado como RSSA do Daguestão ( em russo:  Дагестанская АССР  ; em ávaro:  Дагъистаналъул АССР  ; Kumyk   ; Lezgian   ; Lak   ) ou RSSAD ( em russo:  ДАССР   ) e também não oficialmente conhecido como Daguestão soviético ou simplesmente Daguestão, era uma república socialista soviética autônoma (RSSA) na RSFS russa da antiga União Soviética . Esta “Terra das Montanhas” ficou conhecida também por ter uma “montanha de povos”, por ter mais de trinta etnias indígenas no território do Daguestão. Embora como parte de sua estratégia para promover as línguas locais e desencorajar os movimentos pan-turcos e pan-islâmicos, meia dúzia dessas etnias receberam educação em sua língua nativa em algum momento da história soviética, a língua russa se tornou a mais difundida segunda língua e, gradualmente, o russo se tornou alíngua corrente, especialmente nas áreas urbanas.
O planeta menor 2297 Daguestão, descoberto em 1978  pelo astrônomo soviético Nikolai Chernykh, tem o nome em homenagem a RSSA do Daguestão.

## História
A autonomia do Daguestão, composta por 10 distritos, foi proclamada no Extraordinário Congresso do Daguestão dos Soviéticos em 13 de novembro de 1920, que foi presidido por Jalal Korkmasov. A legalização da República Socialista Socialista Soviética autônoma do Daguestão foi realizada em 20 de janeiro de 1921 por uma decisão do Comitê Executivo Central Russo. O primeiro Congresso Constituinte do Darguestão dos Soviéticos, presidido por Jalal Korkmasov de 1 a 7 de dezembro de 1921, aprovou a Constituição da URSS do Daguestão.
Em 13 de maio de 1991, o Congresso dos Deputados Do Povo da RSSA do Daguestão aprovou uma resolução sobre o status estatal de autonomia, segundo a qual a RSSA do Daguestão foi transformado na República Socialista Soviética do Daguestão.
Em 17 de dezembro de 1991, o Conselho Supremo do Daguestão adotou uma declaração sobre a indivisibilidade e integridade da república, na qual passou a ser chamada de República do Daguestão.
Em 21 de abril de 1992, o Congresso dos Deputados Do Povo da Rússia introduziu o duplo nome "República Socialista Soviética do Daguestão - República do Daguestão" na Constituição russa; A mudança entrou em vigor em 16 de maio de 1992.
Em 30 de julho de 1992, o Conselho Supremo do Daguestão alterou a constituição da república, proclamando a equivalência dos nomes "República Socialista Soviética do Daguestão" e "República do Daguestão", com preferência no preâmbulo e na construção principal da constituição dada ao segundo nome, e a dupla designação da república permaneceu apenas em nome da Constituição.
Em 25 de dezembro de 1993, entrou em vigor a nova Constituição da Federação Russa, que se refere exclusivamente à República do Daguestão.

## População

### Dinâmica da população da RSSA do Daguestão
| Ano  | População, pessoas | Fonte         |
| ---- | ------------------ | ------------- |
| 1926 | 788.098            | Censo de 1926 |
| 1939 | 930.416            | Censo de 1939 |
| 1959 | 1.062.472          | Censo de 1959 |
| 1970 | 1.428.540          | Censo de 1970 |
| 1979 | 1.627.884          | Censo de 1979 |
| 1989 | 1.802.579          | Censo de 1989 |

### Composição Nacional por Censo
| ano  | Russos | Avars | Dargins | Kumyks | Laktsy | Lezgins | Nogays | Azerbaijano | Tabassarano | Judeus Tats e Mountain | Chechenos |
| ---- | ------ | ----- | ------- | ------ | ------ | ------- | ------ | ----------- | ----------- | ---------------------- | --------- |
| 1926 | 12,5%  | 17,7% | 13,9%   | 11,2%  | 5,1%   | 11,5%   | 3,3%   | 3,0%        | 4,0%        | 1,5%                   | 2,8%      |
| 1939 | 14,3%  | 24,8% | 16,2%   | 10,8%  | 5,6%   | 10,4%   | 0,5%   | 3,4%        | 3,6%        | ?                      | 2,8%      |
| 1959 | 20,1%  | 22,5% | 13,9%   | 11,4%  | 5,0%   | 10,2%   | 1,4%   | 3,6%        | 3,2%        | 1,6%                   | 1,2%      |
| 1970 | 14,7%  | 24,4% | 14,5%   | 11,8%  | 5,0%   | 11,4%   | 1,5%   | 3,8%        | 3,7%        | 1,3%                   | 2,8%      |
| 1979 | 11,6%  | 25,7% | 15,2%   | 12,4%  | 5,1%   | 11,6%   | 1,5%   | 4,0%        | 4,4%        | 1,6%                   | 3,0%      |
| 1989 | 9,2%   | 27,5% | 15,6%   | 12,9%  | 5,1%   | 11,3%   | 1,6%   | 4,3%        | 4,3%        | 0,9%                   | 3,2%      |

## Galeria

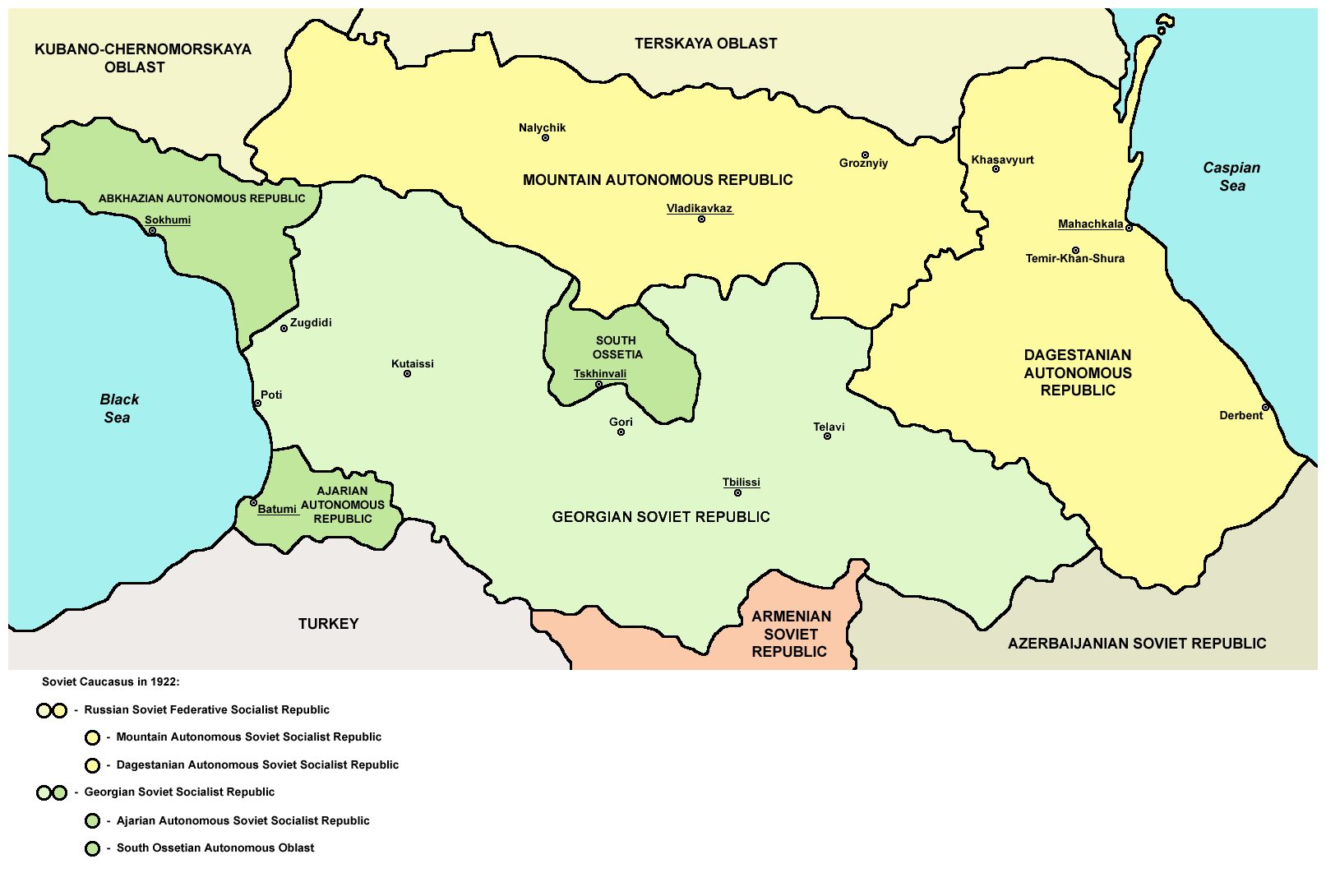
Mapa da RSSA do Daguestão e outras RSSA na região do Cáucaso em 1922
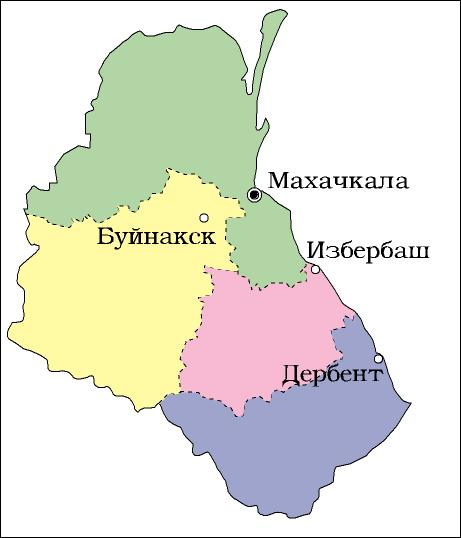
Mapa da RSSA do Daguestão em 1953
Mapa da RSSA do Daguestão e outras RSSA na região do Cáucaso